# Norman Naimark

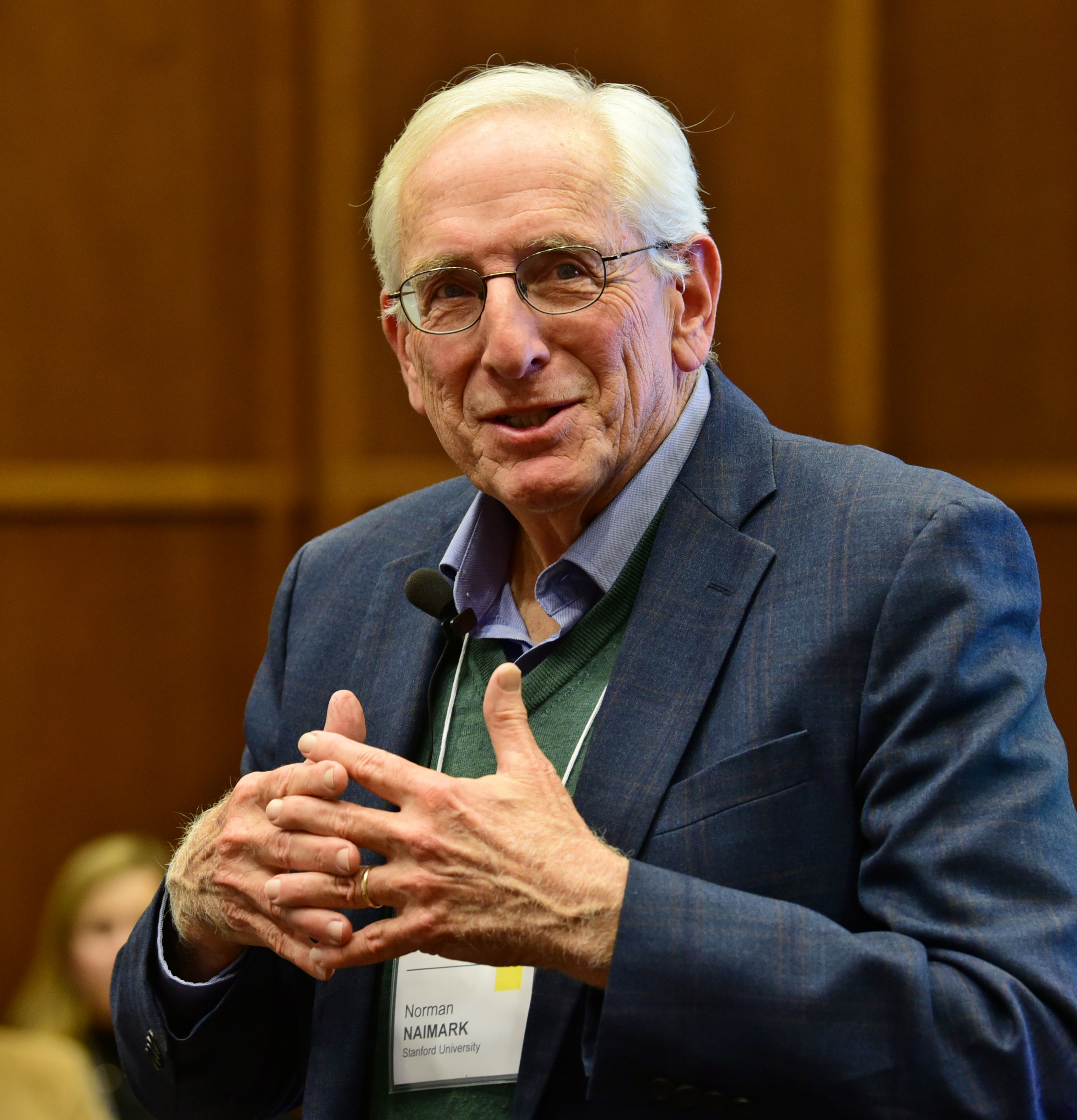
Norman M. Naimark, 2018

Norman M. Naimark (nascido em 1944 na cidade de Nova York) é um historiador americano. Ele é o professor Robert and Florence McDonnel de Estudos do Leste Europeu na Universidade de Stanford, e membro sênior da Hoover Institution. Ele escreve sobre a história moderna do Leste Europeu, genocídio e limpeza étnica na região.

## Vida
Naimark recebeu todos os seus diplomas em Stanford. Ele ensinou na Universidade de Boston e foi membro do Centro de Pesquisas Russas da Universidade de Harvard antes de retornar a Stanford como membro do corpo docente na década de 1980. Naimark é de herança judaica; seus pais nasceram na Galiza. 
Ele foi condecorado com a Cruz de Oficiais da Ordem do Mérito pela Alemanha.
Ele é mais conhecido pelo público por seu aclamado estudo Os russos na Alemanha.
Naimark escreveu em um ensaio de 2017 que o genocídio está frequentemente ligado à guerra, à desumanização e/ou ao ressentimento econômico. Ele escreve: "se não houvesse outras razões muito boas para evitar a guerra, a correlação entre a guerra e o genocídio é boa o bastante".

## Livros
- Stalin e o destino da Europa: A luta pós-guerra pela soberania. (Harvard University Press, 2019).
- Genocídio: Uma História Mundial. Imprensa da Universidade de Oxford, 2017.
- Uma questão de genocídio: armênios e turcos no fim do Império Otomano. Oxford University Press, 2011 (edição de bolso 2012,ISBN 978-0199930371 ). (Editor, juntamente com Ronald Grigor Suny e Fatma Müge Göçek)
- Genocídios de Stalin (Direitos Humanos e Crimes contra a Humanidade). Princeton University Press, 2010.[6]
- Fogos de ódio: limpeza étnica na Europa do século 20 (Harvard, 2001)
- Os russos na Alemanha: a história da zona soviética de ocupação, 1945-1949 (Harvard, 1995)
- Terroristas e social-democratas: o movimento revolucionário russo sob Alexandre III' ' (Harvard, 1983)
- A história do "proletariado": o surgimento do marxismo no reino da Polônia, 1870-1887 (Columbia, 1979)